# Andreas Stampler
Andreas Stampler (* 20. November 1897 in Gratwein; † 12. Jänner 1958 in Graz) war österreichischer Politiker (SPÖ) und Schlosser. Er war von 1945 bis 1958 Abgeordneter zum Österreichischen Nationalrat.
Stampler besuchte die Volksschule und war als Schlosser tätig. Nach seiner Arbeitslosigkeit arbeitete er von 1928 bis 1934 als Landessekretär der Metall- und Bergarbeitergewerkschaft der Steiermark und war Beamter der Kreiskrankenkasse Graz. Auf Grund seiner politischen Aktivitäten und infolge des Österreichischen Bürgerkrieges war er von 1934 bis 1938 erneut arbeitslos. Später arbeitete Stampler wieder als Schlosser. 
Stampler war zwischen 1928 und 1934 als Vorstandsmitglied der Sozialdemokratischen Partei in Graz aktiv und war Betriebsrat im Metallarbeiterverband. 1934 wurde er in politische Untersuchungs- und Schutzhaft genommen, nach der Machtübernahme der Nationalsozialisten war er zwischen 1938 und 1940 wegen Vorbereitung des Hochverrats inhaftiert. Stampler vertrat die SPÖ zwischen dem 19. Dezember 1945 und seinem Tod im Nationalrat. 